# Hobo
Hobo es un municipio colombiano ubicado en el centro del departamento del Huila. Yace entre las llanuras del valle del río Magdalena que conforma la represa de Betania y las estribaciones de la cordillera oriental . Hace parte de la región SubNorte del departamento. Su extensión territorial es de 217 km², su altura es de 594 m s. n. m. y su temperatura promedio es de 25 °C.
Cuenta con una población de 7.043 habitantes de acuerdo con proyección del DANE para año 2019. Su economía se basa principalmente en la ganadería que presenta hatos de gran valor por la cantidad y calidad de sus ganados. Otros renglones como la agricultura, principalmente con cultivos de café, cacao, caña de azúcar, achira, maíz, arroz, tabaco y vid (uva). Por su cercanía con la represa de Betania, han desarrollado el ecoturismo y la piscicultura a gran escala como otras fuentes que aportan al sector productivo del municipio. Es conocido como «El Corazón del Huila» o «La Ínsula de Paz»

## Sitios turísticos
Por la ubicación geográfica y sus paisajes Hobo es un destino turístico muy visitado. El embalse de la Represa de Betania se usa para pescar y pasear o en canoa o en lancha, ya que es una vía de comunicación con el municipio de Yaguará. En su orilla está situado El Puerto Momico, que está ubicado a la orilla de las aguas del embalse de Betania y a una distancia de dos kilómetros del perímetro urbano del municipio de Hobo. 

## Industria
Hobo es el municipio que tiene más piscícolas en el país que operan para comercializadoras internacionales de tilapia.

## Servicios públicos
- Energía Eléctrica: Electrohuila, es la empresa prestadora del servicio de energía eléctrica.
- Gas Natural: Alcanos de Colombia, es la empresa distribuidora y comercializadora de gas natural en el municipio.